# Violenza contro la violenza
Violenza contro la violenza è un film del 1972 diretto da Rolf Olsen. Co-prodotto con la Germania Ovest, è noto anche col titolo tedesco Blutiger Freitag.

## Trama
Un delinquente evaso dal carcere organizza, con l'aiuto di alcuni complici, l'assalto ad una banca.

## Distribuzione
Il film è stato distribuito in Germania Ovest l'8 maggio 1972. In Italia è uscito solo un anno dopo, il 6 febbraio 1973, incassando 135.195.000 di lire dell'epoca.